# Kapstelze
Die Kapstelze (Motacilla capensis) ist eine Singvogelart aus der Familie der Stelzen und Pieper. Sie ist in großen Teilen Subsahara-Afrikas verbreitet, wo sie an Gewässern aller Art in der offenen und halboffenen Landschaft vorkommt. Südlich des Limpopos ist sie nicht selten in Siedlungsräumen und Städten anzutreffen. Sie ernährt sich vorwiegend von Insekten. Sie ist weitverbreitet und häufig wird von der IUCN als nicht bedroht eingestuft.

## Beschreibung
Die Kapstelze ist mit 17 bis 20,5 cm knapp größer als eine Bachstelze. Sie wiegt zwischen 17 und 25 g. Die Geschlechter unterscheiden sich nicht.
Im Adultkleid der Nominatform ist die gesamte Oberseite dunkel olivgrau. Der schmale Überaugenstreif ist beige, die Zügel sind dunkel. Die Iris zeigt eine dunkelbraune Färbung, der Schnabel ist schwarz. Kinn und Kehle sind cremeweiß und werden von einem dunklen Brustband eingefasst, das auf der Brustmitte breiter wird. Die Brustseiten und die Flanken sind wie die Oberseite olivgrau, die übrige Unterseite ist gelblich bis cremeweiß. Die Unterschwanzdecken sind weiß. Das schwarzbraune Flügelgefieder zeigt beige bis graue Säume, auf der Flügelunterseite sind die Achselfedern grau, die Unterflügeldecken weißlich. Die Steuerfedern sind bräunlich schwarz, wobei die beiden äußeren Paare überwiegend weiß, die beiden danebenliegenden weiß gesäumt sind und weiße Schwanzaußenkanten bilden. Die Beine zeigen eine schwarzgraue Färbung.
Kapstelzen im Jugendkleid sind kurzschwänziger und oberseits wärmer braun als adulte Vögel. Die Flügeldecken tragen beige Spitzen und die Unterseite ist gelblich überhaucht.

## Stimme
Der Ruf ist ein lautes und hohes tziep oder twiep, das manchmal auch zwei- oder dreisilbig vorgetragen wird. Der Gesang wird als zwitschernd beschrieben und kann finkenähnliche Töne enthalten.

## Verbreitung und Bestand
Die Kapstelze besiedelt große Teile Afrikas südlich der Sahara. Östlich des Regenwaldgürtels kommt sie in zwei Teilarealen im westlichen Teil des Ostafrikanischen Grabens und östlich des Victoriasees vor. Der Hauptteil der Verbreitung reicht von Angola und dem Südosten der Demokratischen Republik Kongo südwärts bis zum Kap sowie ostwärts bis West-Mosambik. Größere Verbreitungslücken gibt es in der Namib und der Kalahari sowie in den Gebirgsregionen Sambias und Simbabwes. In Südafrika reicht die Verbreitung an der Ostküste nordwärts bis zum Limpopo, nördlich davon fehlt die Art weitgehend in einem breiten Gebiet entlang der ostafrikanischen Küste.

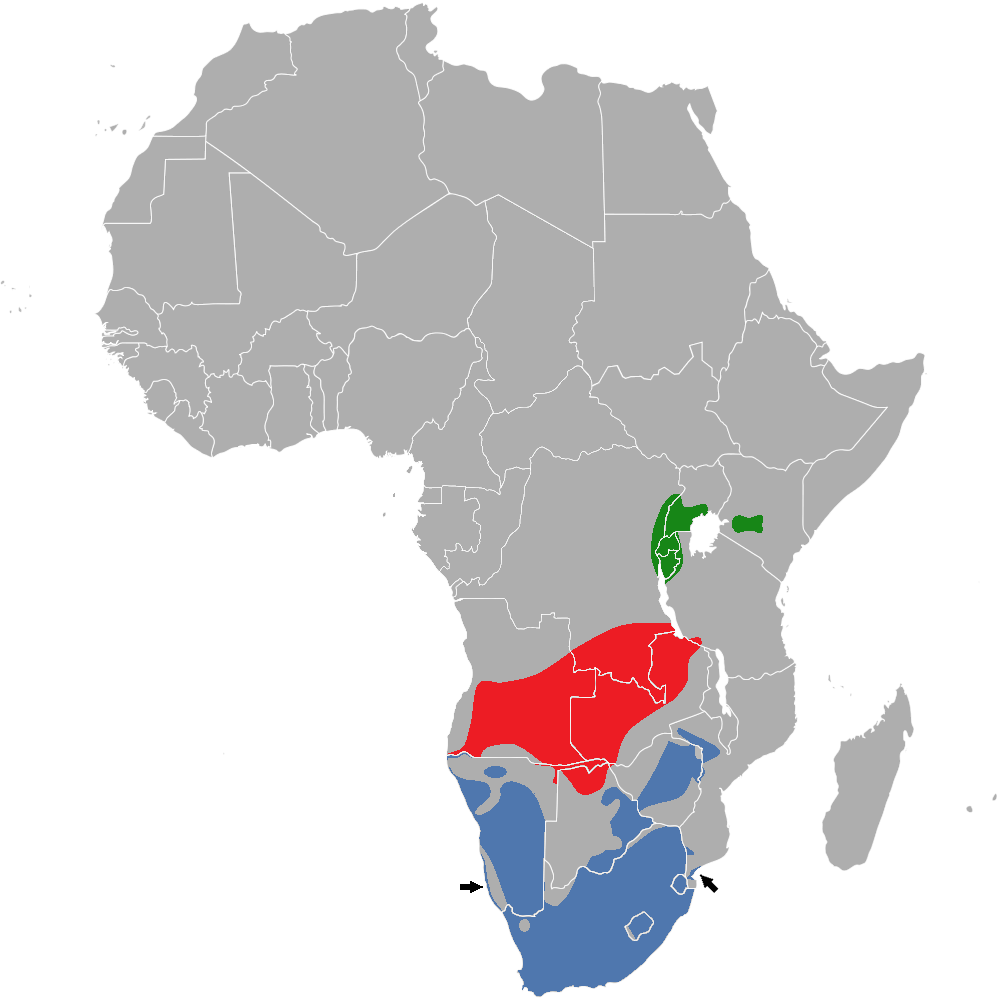
Verbreitungsgebiet der drei Unterarten

Die Kapstelze ist verbreitet und häufig und zählt in Südafrika zu den häufigsten Brutvogelarten. Selten ist sie nur am Rande des Regenwaldgürtels und im Hochland von Kenia. In den 1950er und 1960er Jahren waren die Bestände in Südafrika aufgrund des intensiven Einsatzes von Insektiziden rückläufig, haben sich aber seither wieder erholt. Die Art hat vermutlich wesentlich von der Anlage von Parks und Gärten sowie von künstlicher Bewässerung profitiert.

## Geografische Variation
Die Unterart M. c. simplicissima unterscheidet sich von der Nominatform durch oberseits olivgrünlicheres, unterseits durch gelblicheres Gefieder. Das Brustband ist auf einen Brustfleck begrenzt. Die Unterart M. c. wellsi ist oberseits recht dunkel, zeigt ein deutlich abgesetztes, sehr dunkles Brustband und eine leicht rötliche Unterseite. Die bisweilen beschriebenen Unterarten M. c. bradfieldi aus Namibia und M. c. beirensis aus Südmosambik werden heute der Nominatform zugerechnet.
- M. c. wellsi Ogilvie-Grant, 1911 – vom Osten der Demokratischen Republik Kongo ostwärts bis ins südwestliche Uganda und das südwestliche Tansania sowie westliches und mittleres Kenia
- M. c. simplicissima Neumann, 1929 – Angola ostwärts bis in den Südosten der Demokratischen Republik Kongo, südwärts bis ins nordöstliche Namibia, das nördliche Botswana und Sambia sowie im Westen von Simbabwe bis zum Sambesi
- M. c. capensis Linnaeus, 1766 – Westen und Süden von Namibia, südöstliches Botswana, der Großteil Simbabwes sowie vom Westen und Süden Mosambiks südwärts bis ins südliche Südafrika.

## Lebensraum
Die Kapstelze besiedelt Orte mit unbewachsenen oder kurzrasigen Flächen in der Nähe von Gewässern aller Art. Man findet sie im südlichen Teil ihres Verbreitungsgebiets oft in Siedlungsnähe und sogar auf Rasenflächen innerhalb von Großstädten oder Dörfern, an baumbestandenen Flüssen, auf Überschwemmungsflächen, Weideland und Dünen sowie an sandigen oder felsigen Stränden. Nördlich des Limpopo tritt die Art kaum als Kulturfolger auf, sondern ist allenfalls in Siedlungsnähe in landwirtschaftlich genutzten Gebieten zu finden. Man findet sie hier vorwiegend am Rande von Feuchtgebieten, in Flusslandschaften, im Grasland und auf Waldlichtungen bis in 3000 m Höhe.

## Wanderungen
Die meisten Kapstelzen sind Standvögel. In Teilen Ostafrikas gibt es jedoch ziehende Populationen und in Teilen Südafrikas und Sambias könnte die Art ein Teil– oder sogar Langstreckenzieher sein. Bei vielen Zugbeobachtungen aus trockenen Wintermonaten handelt es sich möglicherweise um Dispersionszug oder um Fluchtbewegungen wegen anhaltender Trockenheit, regelmäßige Beobachtungen aus der Trockenzeit in Botswana deuten aber auf regelmäßige Wanderbewegungen hin.
Wie die Bachstelze bilden Kapstelzen außerhalb der Brutzeit oft große Schlafgesellschaften von bis zu 100 Tieren. Nicht selten finden sich diese innerhalb von stark belebten Siedlungsräumen.

## Ernährung
Die Kapstelze ernährt sich vorwiegend von Insekten und deren Larvenstadien. Unter diesen finden sich zu einem großen Teil Zweiflügler wie Zuck- und Stechmücken sowie zudem Schmetterlinge, Käfer, Ameisen, Libellen oder Termiten. Weiterhin zählen Milben, Strandflöhe, Schnecken, Kaulquappen oder sogar kleine Fische zur Beute. Auch diverse Haushaltsabfälle werden angenommen. 
Die Nahrungssuche erfolgt oft auf schlammigen oder grasbestandenen Flächen, bisweilen zwischen weidendem Vieh. Wie bei anderen Stelzen wird die Nahrung laufend oder in kurzen Fangflügen gesucht, bisweilen wurden Fangflüge von Warten aus wie bei der Gebirgsstelze beobachtet. Außerhalb der Brutzeit sammeln sich manchmal Verbände bis zu 50 Individuen an nahrungsreichen Orten.

## Systematik
Nach Ansicht einiger Autoren bildet die Kapstelze mit der Madagaskarstelze (M. flaviventris) eine Superspezies, bisweilen werden die beiden Arten auch mit der Schafstelze und der Zitronenstelze zu einer Superspecies zusammengefasst. Untersuchungen der mitochondrialen DNA konnten dies jedoch nicht bestätigen.